# Autosnelweg Asjchabad - Turkmenabad
De autosnelweg  Asjchabad - Turkmenabad (M37) (Turkmeens:Aşgabat — Türkmenabat awtomobil ýolunyň of Awtoban) is een deels in aanleg zijnde autosnelweg in Turkmenistan. De autosnelweg wordt aangelegd door Turkmen Awtoban  en verbindt Asjchabad met Turkmenabad over een afstand van 600 kilometer. Het 203 kilometer lange eerste deel van de snelweg tussen Asjchabad en Tejen werd geopend op 29 oktober 2021. Het deel tussen Tejen en Mary werd opengesteld in april 2024.